# Das Rätsel der unheimlichen Maske
Das Rätsel der unheimlichen Maske ist ein Horrorfilm der britischen Hammer Film Productions Ltd. aus dem Jahr 1962 und basiert auf dem Roman Das Phantom der Oper von Gaston Leroux. Der Werbespruch auf dem Plakat lautete seinerzeit „Der größte GRUSELKLASSIKER aller Zeiten“ (englisch “The Greatest THRILL CLASSIC of All Time”). Die DVD-Veröffentlichung erfolgte als Das Phantom der Oper.

## Handlung
Die Premiere von „Johanna von Orléans“, der neuen Oper von Lord Ambrose D’Arcy, wird von allerlei Sabotageakten überschattet. Teile des Bühnenbildes und der Requisiten, sowie Musikinstrumente wurden beschädigt, Ganze Seiten der Partitur sind zerrissen oder gänzlich verschwunden und bereits kurz nach Beginn wird der erhängte Leichnam eines Bühnenarbeiters in den Kulissen aufgefunden, weshalb die Primadonna Maria, die zuvor bereits von dem einäugigen, gesichtslosen „Phantom der Oper“ in Angst und Schrecken versetzt worden war, jeden weiteren Auftritt verweigert. Christine Charles, eine junge Opernsängerin, soll nun die Hauptrolle übernehmen. Harry Hunter, der künstlerische Leiter der Oper nimmt sich ihrer an und beschützt sie sogleich vor den Zudringlichkeiten des lüsternen Lord D’Arcy. Kurze Zeit später wird Christine von einem hässlichen Zwerg in die Kellergewölbe unter der Oper entführt, wo sie ein maskierter Musiker erwartet, der aus ihr eine große Sängerin machen will und sie fortan mit manischer Besessenheit tagelang ohne Pause erbarmungslos zu Höchstleistungen antreibt. Hunter, der romantische Gefühle für Christine hegt, macht sich auf die Suche nach ihr und stößt dabei in ihrer Pension auf alte Notenblätter von einem früheren Bewohner des Hauses, einem Professor L. Petrie, der unter nicht geklärten Umständen verschwunden ist und für tot gehalten wird. Bei der Durchsicht dieser Seiten erkennt er, dass die Noten auf diesen mit denen von Lord D´Arcys neuem Werk identisch sind. 
Seine Recherchen führen Hunter auch zu Teilen der Geschichte des verschwundenen Professor Petrie, der seinerzeit aus unerfindlichen Gründen in die Druckerei eingebrochen war, in der Lord D´Arcys Oper aufgelegt werden sollte. Bei dem Versuch, die bereits fertigen Exemplare der Partitur zu vernichten und die Druckplatten zu zerstören, war irrtümlich ein Feuer ausgebrochen, das Petrie umgehend löschen wollte. Was er jedoch für einen Krug voll Wasser gehalten hatte, war eigentlich Salpetersäure zum Ätzen der Druckplatten. Als die Säure auf die Flammen traf, kam es zu einem folgenschweren Rückstoß, bei dem das Gesicht des Professors grauenvoll entstellt wurde. Von den heftigen Schmerzen völlig von Sinnen, hatte er sich in die Themse gestürzt und war seither nie wieder gesehen worden.
Harry Hunter kann dem Wasserlauf eines Zuflusses in die Kanalisation und von dort aus weiter in ein unterirdisches Gewölbe folgen, wo er wahrhaftig auf das Versteck des sagenumwobenen Phantoms der Oper stößt. Nachdem es ihm gelungen ist, den Zwerg zu überwältigen, steht er dem maskierten Orgelspieler selbst gegenüber und erkennt in ihm den tot geglaubten Professor Petrie, der ihm nun den Rest seiner Tragödie berichtet. Vor fünf Jahren war Petrie aus schierer Geldnot gezwungen, all seine Kompositionen, darunter auch sein Lebenswerk, die Oper „Johanna von Orléans“, an Lord D´Arcy verkaufen. Der Lord publizierte daraufhin das Meisterwerk des Professors unter seinem eigenen Namen. Dies versuchte Petrie damals zu verhindern, indem er den Druck sabotierte, zog sich dabei jedoch jene schweren Verätzungen und Brandwunden im Gesicht zu und verschwand im Untergrund. Durch die Strömung des Zulaufes war er bis in die längst vergessenen unterirdischen Gewölbe unter der Oper gespült worden, wo der Zwerg sein Lager aufgeschlagen hatte. Dieser rettete ihm das Leben und sorgt seither für ihn während er andächtig seinem Orgelspiel lauscht.
Petrie fleht Hunter nun an, ihm eine Woche zu gewähren um Christine weiter auszubilden und ihre Stimme zur Perfektion bringen zu können. Von Mitgefühl für den mittlerweile sterbenskranken Mann erfüllt, willigen Christine und Hunter gleichermaßen ein und tatsächlich wird die Oper nur eine Woche nach dieser Begegnung mit Christine in der Hauptrolle sehr zu Lord D´Arcys Unmut neu aufgeführt. Als er wutschnaubend in seine Büroräumlichkeiten stürmt, erwartet ihn dort bereits Professor Petrie, um ihn mit seinen Taten zu konfrontieren. In dem Versuch, sein Unbehagen mit Trotz zu überspielen, reißt Lord D´Arcy dem Professor die Maske vom Gesicht. Von Entsetzen über den grauenvollen Anblick zurückschreckend, macht er auf dem Absatz kehrt und flüchtet aus dem Opernhaus.
„Johanna von Orléans“ ist unterdessen ein rauschender Triumph, wobei jeder Szenenwechsel mit tosendem Beifall bedacht wird. Während Professor Petrie im Schatten seiner Loge gerührt das Geschehen auf der Bühne verfolgt und Christine ihre große Arie singt, entdecken Arbeiter den Zwerg und verfolgen ihn quer durch den Oberbau der Oper. Vom Schnürboden aus versucht der Zwerg, sich mit einem Sprung auf einen großen Requisiten-Kronleuchter über der Bühne zu retten, dessen Halterung der zusätzlichen Belastung jedoch nicht standhält. Gerade als das Seil des Leuchters reißt, stürmt Petrie auf die Bühne und stößt Christine zur Seite. Es gelingt ihm zwar, das Leben der jungen Sängerin zu retten, jedoch strauchelt er dabei über das Bühnenbild und wird selbst von dem Kronleuchter erschlagen.

## Sonstiges
- Die Rolle des Phantoms wurde ursprünglich für Cary Grant geschrieben, der sein Interesse geäußert hatte, in einem Hammer-Film mitzuwirken. Auch Christopher Lee war kurzzeitig für die Titelrolle im Gespräch.

- Die Rahmenhandlung wurde für diese Verfilmung von Paris nach London verlegt.

- Da der Film an den Kinokassen floppte, fiel Regisseur Terence Fisher bei den Verantwortlichen der Hammer Film Productions in Ungnade und bekam erst 1964 wieder den Auftrag für einen Film.

- Die Maske des Phantoms wurde erst unmittelbar vor Drehbeginn aus Stoffresten, Klebeband und Farbe zusammengebastelt.

## Synchronisation
Die deutsche Synchronbearbeitung entstand in den Ateliers der Berliner Synchron GmbH. Gerda von Rüxleben schrieb das Dialogbuch, Dialogregie führte Klaus von Wahl.
| Rolle                      | Darsteller      | Synchronsprecher  |
| -------------------------- | --------------- | ----------------- |
| Prof. Petrie / Das Phantom | Herbert Lom     | Siegmar Schneider |
| Christine Charles          | Heather Sears   | Marianne Lutz     |
| Lord Ambrose D´Arcy        | Michael Gough   | Klaus Miedel      |
| Harry Hunter               | Edward de Souza | Dieter Klein      |
| Lattimer                   | Thorley Walters | Paul Wagner       |
| Maria                      | Liane Aukin     | Inge Landgut      |
| Xavier                     | Marne Maitland  | Harry Giese       |
| Mrs. Tucker                | Renée Houston   | Ilse Fürstenberg  |

## Kritiken
„Die dritte Verfilmung des populären Schauerromans […] inszenierte der britische Dracula-Spezialist Terence Fisher als Mischung aus Märchen- und Gruselfilm.“

## DVD-Veröffentlichung
- Das Phantom der Oper. Koch Media DVD, 2008 (Engl. Original mit dt. Untertiteln)
- Das Rätsel der unheimlichen Maske. i-catcher Media GmbH & Co.KG Blu-ray, 2017 (Limitierte Auflage mit deutscher Tonspur und mehreren Cover-Varianten)